# Terri Lyne Carrington
Terri Lyne Carrington (Medford, 4 agosto 1965) è una batterista, compositrice, cantante e produttrice statunitense.

## Biografia
Originaria del Massachusetts, è cresciuta in un ambiente musicale ed ha iniziato da giovane a suonare la batteria, studiando al Berklee College of Music.
Nel 1983, incoraggiata dal suo mentore Jack DeJohnette, si trasferisce a New York, dove lavora con Stan Getz, James Moody, Lester Bowie, Pharoah Sanders, Cassandra Wilson, David Sanborn e altri.
Alla fine degli anni '80 va a Los Angeles per partecipare ad alcune produzioni televisive (The Arsenio Hall Show). 
Nel 1989 pubblica il suo album di debutto Real Life Story, a cui partecipano diversi importanti artisti.
Ha inoltre collaborato con Herbie Hancock, Esperanza Spalding, John Scofield, Wayne Shorter, Dizzy Gillespie, Clark Terry, Joe Sample, Mitchel Forman, Al Jarreau, Yellowjackets e altri artisti del mondo jazz e non solo.
Collabora anche con Peabo Bryson per Always Reach for Your Dreams, canzone commissionata per le Olimpiadi 1996.
Nel 2007 è ritornata al Berklee College of Music come insegnante.
Nell'ambito dei Grammy Awards 2012 è stata premiata nella categoria "Miglior album jazz vocale" per The Mosaic Project.

## Discografia
Album in studio
- 1989 - Real Life Story
- 2002 - Jazz Is a Spirit
- 2004 - Structure
- 2009 - More to Say
- 2011 - The Mosaic Project
- 2013 - Money Jungle: Provocative in Blue